# Mister*lady
Die mister*lady GmbH ist ein 1967 gegründetes deutsches Bekleidungsunternehmen für junge Mode mit Sitz im mittelfränkischen Schwabach. 

## Geschichte
Als die Jeans in den 1960er-Jahren ihren Durchbruch feierte, weckte diese Entwicklung bei den Eheleuten Ellen und Dieter Beran 1967 die Idee, einen sogenannten Western Store Beran im nordrhein-westfälischen Düsseldorf zu eröffnen. Dieses Geschäft vertrieb vorrangig US-amerikanische Produkte, unter anderem auch Jeansartikel.
Aus dieser Geschäftsidee heraus entwickelte sich ein großer deutscher Textilanbieter mit Hauptsitz im mittelfränkischen Schwabach. Die Benennung des Unternehmens wurde zunächst in mister*lady jeans und 2006 in den heutigen Namen mister*lady geändert.
Im Jahr 2010 wurde mister*lady von den Eheleuten Beran an die zu Dr. Rehfeld Fashion gehörende schweizerische Opcon AG verkauft und im Jahr 2014 ein Onlineshop auf der Website des Unternehmens eröffnet.

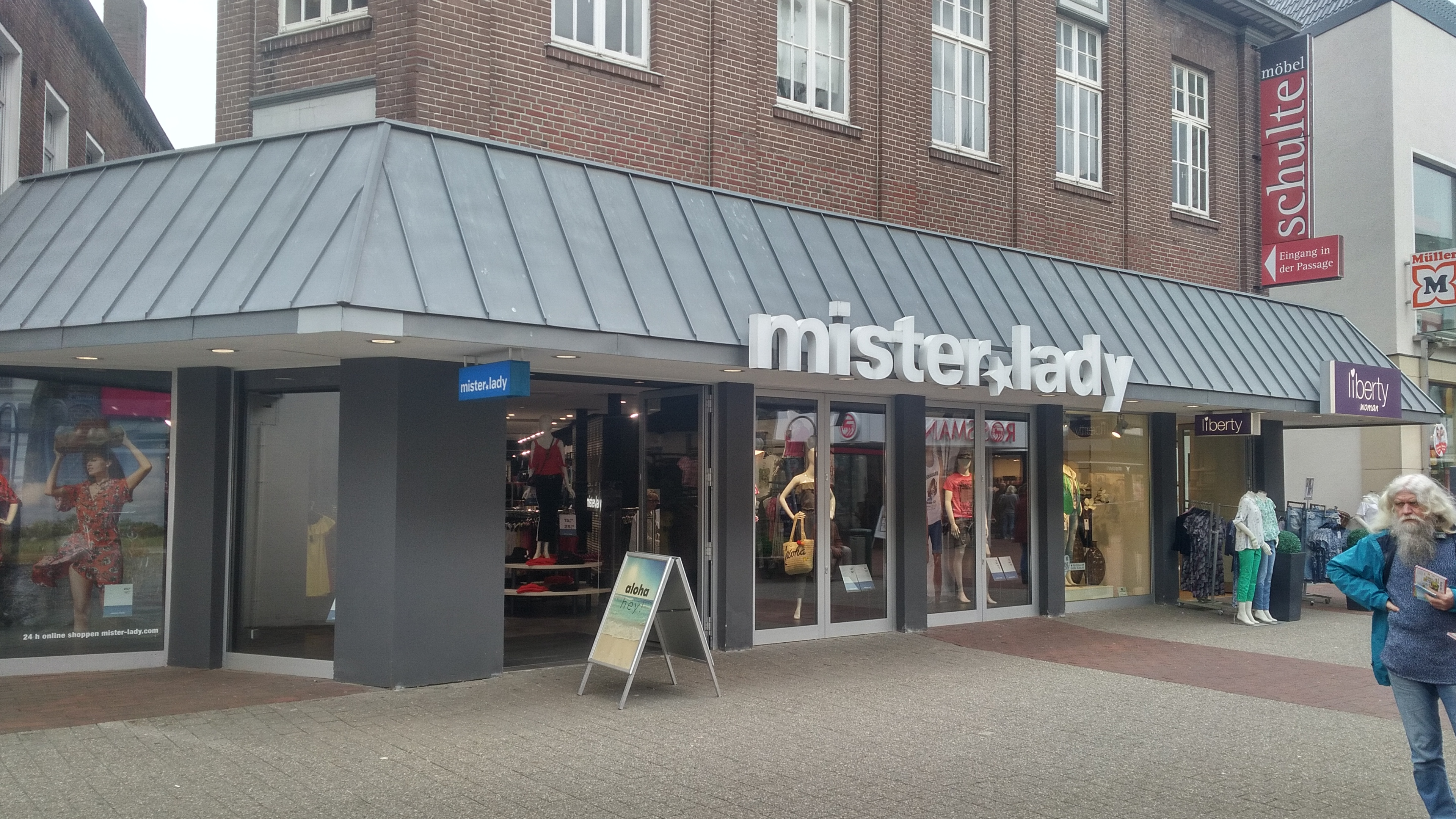
mister*lady-Filiale in Leer

Das Unternehmen betreibt in Deutschland und Österreich etwa 300 Filialen mit über 1700 Mitarbeitern. Überwiegend befinden sich die Filialen in Süddeutschland und haben eine durchschnittliche Größe von 300 bis 400 Quadratmetern. Im April 2008 eröffnete mister*lady in der Karolinenstrasse in Nürnberg einen Flagship-Store mit einer Fläche von 1000 Quadratmetern. Die 250. Filiale wurde im November 2008 im österreichischen Tulln eröffnet.
Am 20. September 2015 zog der Unternehmenshauptsitz von Nürnberg nach Schwabach.

## Insolvenz
Die österreichische Tochterfirma mister*lady GmbH & Co. KG musste im Mai 2019 mit ihren 35 Filialen Insolvenz mit einem Sanierungsverfahren ohne Eigenverwaltung anmelden. Im Juni 2019 wurde bekannt, dass 13 von 35 österreichischen Filialen bis Ende Juli 2019 endgültig schließen, hierunter alle vier Wiener Filialen des Unternehmens.
Die Gläubiger erhielten eine Sanierungsplanquote von 20 Prozent. Diese Quote wurde durch die Unterstützung der deutschen Muttergesellschaft an die Gläubiger ausbezahlt. Das Handelsgericht Wien bestätigte am 5. September 2019 den Sanierungsplan, womit das Sanierungsverfahren offiziell aufgehoben wurde.
Die Restrukturierung wurde erfolgreich abgeschlossen. mister*lady konnte in Österreich mit einem verkleinerten, aber sanierten Filialnetz weitermachen. Das Fundament für eine erfolgreiche Fortführung des Unternehmens in Österreich gilt seither als gesichert. Seit Juni 2023 wurden  in Österreich 7 neue Filialen (wieder-)eröffnet

## Eigenmarken
Die eigenen Kollektionen des Unternehmens für Frauen bestehen aus den mister*lady-Eigenmarken Blind Date für Damen und Much More für Herrenmode.
mister*lady bringt zweimal im Jahr eigene Modekollektionen auf den Markt. Die Bekleidungsstücke für den Modeanbieter werden weltweit gefertigt. Angesprochen werden sollen damit vor allem junge Leute im Alter zwischen 25 und 45 Jahren. Die Schwerpunkte liegen auf Hosen, insbesondere Jeans, T-Shirts, Tops, Jacken und Accessoires.